# Bruch, Lot-et-Garonne
Bruch är en kommun i departementet Lot-et-Garonne i regionen Nouvelle-Aquitaine i sydvästra Frankrike. Kommunen ligger i kantonen Lavardac som tillhör arrondissementet Nérac. År 2022 hade Bruch 692 invånare.

## Befolkningsutveckling
Antalet invånare i kommunen Bruch
| Referens: INSEE |